# Carlos Bulosan
Carlos Bulosan fue un novelista y poeta filipinoamericano nacido en Pampanga, Filipinas en 1913, y fallecido en Seattle, Washington en 1956.
Fue un activista sindical a lo largo de la costa Oeste de los Estados Unidos, editó en 1952 el Anuario de la ILWU Local 37, un sindicato conservero integrado por filipinoamericanos radicado en Seattle.
Entre sus obras destaca la autobiográfica America Is in the Heart.
Bulosan es también autor de The Laughter of My Father y Cry and dedication, novela inédita en vida del autor. En ella se habla de la iniciativa y el esfuerzo de la lucha campesina contra una herencia de colonización, primero española y después estadounidense. Situada durante las convulsiones políticas de las décadas de 1940 y 1950, narra cómo siete rebeldes clandestinos –hombres y mujeres, maduros y jóvenes, intelectuales y campesinos— parten en un viaje a través de las comarcas filipinas, avivados por su rechazo a la continua dominación estadounidense. Combaten tanto a los enemigos de su pasado como a aquellos otros, más visibles, que ven en su actividad clandestina la amenaza del comunismo. A medida que afrontan el peligro a lo largo del camino y encaran sacrificios físicos y emocionales, su sentido del deber les conduce hacia una profunda visión de la democracia e independencia.
La excepcional narrativa de Bulosan es una crítica alegórica y psicológica del racismo occidental y de su pretensión de supremacía, al tiempo que retrata una rebelión armada en la que pueden reconocerse la mayoría de habitantes del Tercer Mundo. Literarias y políticas, las obras de Bulosan encarnan su sueño personal de igualdad y libertad. Preguntado por la razón que le llevaba a escribir, Bulosan contesta: «para dar voz literaria a los mudos, para traducir los deseos y aspiraciones de todos los filipinos dentro y fuera del país, en unos términos apropiados para la historia contemporánea».
- Datos: Q5041871
- Multimedia: Carlos Bulosan / Q5041871